# Allen Coage
Allen James Coage (New York, 22 oktober 1943 – Calgary, 6 maart 2007) was een Amerikaans judoka en professioneel worstelaar. Coage was als worstelaar onder de ringnamen Bad News Allen en Bad News Brown bekend in de World Wrestling Federation (WWF). Als judoka won Coage een bronzen medaille op de Olympische Spelen 1976.

## In het worstelen
- Finishers
  - Ghetto Blaster

## Prestaties

### Judo
- Olympische Spelen
  - 1976  Bronzen medaille, zwaargewicht

- Pan-Amerikaanse Spelen
  - 1967  Gouden medaille, zwaargewicht
  - 1975  Gouden medaille, zwaargewicht

### Professioneel worstelen
- Championship Wrestling from Florida
  - NWA Florida Bahamian Championship (1 keer)
  - NWA Florida Heavyweight Championship (1 keer)
  - NWA Southern Heavyweight Championship (1 keer)

- NWA Hollywood Wrestling
  - NWA Americas Tag Team Championship (3 keer; met Leroy Brown (1x) en Victor Rivera (2x))

- NWA Polynesian Wrestling
  - NWA Polynesian Pacific Heavyweight Championship (1 keer)

- Stampede Wrestling
  - Stampede North American Heavyweight Championship (4 keer)

- Andere titels
  - ICW Heavyweight Championship (1 keer)
  - IWA Heavyweight Championship (1 keer)